# Jim Gordon
James Beck "Jim" Gordon (født	14. juli 1945, død 13. marts 2023) var en amerikansk trommeslager aktiv i 1960'erne og 1970'erne. Han var specielt i 1970'erne én af de mest efterspurgt session-musikere i USA.
Gordon indledte sin karriere som session-musiker i Los Angeles og indspillede allerede som 17-årig med Everly Brothers. I denne periode spillede han desunden med bl.a. Gene Clark og The Byrds.
I slutningen af 1960'erne var han medlem af Delaney & Bonnie og mødte her Eric Clapton. I 1969 medvirkede han på Claptons første soloplade (Eric Clapton), og i 1970 forlod han sammen med Carl Radle og Bobby Whitlock Delaney & Bonnie og dannede med Clapton Derek and the Dominoes.
Gordon medvirker på alle udgivelser med "Derek and the Dominoes", og han skrev anden halvdel af gruppen signatur-nummer "Layla". Som de andre medlemmer af gruppen udviklede Gordon et stort stofmisbrug.
Efter opløsningen af "Derek and the Dominoes" medvirkede Gordon i 1972 på Joe Cockers berømte Mad Dogs and Englishmen turné. Senere i 1972 begyndte Gordon at arbejde med Frank Zappa, og medvirkede bl.a. i dennes 20-mands big-band "Grand Wazoo" bigband, senere 10-mands "Petit Wazoo". I 1974 medvirkede Gordon på Zappas Apostrophe ('), hvor han spiller på og er krediteret som medforfatter på titelnummeret.
Fra 1973 til 1975 var Gordon medlem af Souther Hillman Furay Band.
I slutningen af 1970'erne beklagede Gordon sig over at høre stemmer inde i hovedet. Han fik stillet diagnosen paranoid skizofreni, hvilket gjorde en ende på hans karriere.
I 1983 blev Gordon idømt livsvarigt fængsel for mordet på sin mor. Han blev anbragt på Atascadero State Hospital, en klinik for sindslidende.
I løbet af sin karriere nåede Gordon at spiller med eller for en lang række store navne, bl.a. Phil Spector, The Beach Boys, Jackson Browne, The Byrds, The Carpenters, Alice Cooper, Crosby, Stills, Nash & Young, John Denver, Neil Diamond, George Harrison, Dr John, Carole King, John Lennon, The Monkees, Linda Ronstadt, Leon Russell, Glen Campbell, Carly Simon, Steely Dan, Gordon Lightfoot, Eric Clapton, Frank Zappa, Joe Cocker, Joan Baez, John Lennon og Traffic.